# Husain
Husain falu Horvátországban, Sziszek-Monoszló megyében. Közigazgatásilag Kutenyához tartozik.

## Fekvése
Sziszek városától légvonalban 34, közúton 47 km-re keletre, községközpontjától 3 km-re délkeletre, a Monoszlói-hegység lábánál, Kutenya és Batina között, a Husainski-patak partján fekszik.

## Története
1773-ban az első katonai felmérés térképén „Dorf Hoszain” néven szerepel. A településnek 1857-ben 337, 1910-ben 436 lakosa volt. Belovár-Kőrös vármegye Krizsi, majd Kutenyai járásához tartozott. 1918-ban az új szerb-horvát-szlovén állam, majd később Jugoszlávia része lett. Önkéntes tűzoltóegyletét 1932-ben alapították. A II. világháború idején a Független Horvát Állam része volt. A háború után a béke időszaka köszöntött a településre, enyhült a szegénység és sok ember talált munkát a közeli városokban. 1991. június 25-én a független Horvátország része lett. A településnek 2011-ben 971 lakosa volt.

## Népesség
| Lakosság változása | Lakosság változása | Lakosság változása | Lakosság változása | Lakosság változása | Lakosság változása | Lakosság változása | Lakosság változása | Lakosság változása | Lakosság változása | Lakosság változása | Lakosság változása | Lakosság változása | Lakosság változása | Lakosság változása | Lakosság változása |
| ------------------ | ------------------ | ------------------ | ------------------ | ------------------ | ------------------ | ------------------ | ------------------ | ------------------ | ------------------ | ------------------ | ------------------ | ------------------ | ------------------ | ------------------ | ------------------ |
| 1857               | 1869               | 1880               | 1890               | 1900               | 1910               | 1921               | 1931               | 1948               | 1953               | 1961               | 1971               | 1981               | 1991               | 2001               | 2011               |
| 337                | 322                | 325                | 407                | 415                | 436                | 508                | 573                | 564                | 753                | 797                | 716                | 929                | 917                | 1.002              | 971                |

(1953-ban és 1961-ben a szomszédos Mišinka lakosságával együtt.)